# Le Bassaridi
Le Bassaridi (in inglese, The Bassarids; in tedesco, Die Bassariden) è un'opera in un atto con un intermezzo di Hans Werner Henze, su libretto di W. H. Auden e Chester Kallman tratto da Le Baccanti di Euripide.
L'opera mostra il conflitto tra l'agire razionale e controllato dell'uomo con norme, principi e leggi, rappresentato dal re di Tebe, Penteo, e la libertà di esprimere la passione umana senza vincoli, rappresentata dal dio Dioniso.

## Trama
Antefatto
Dopo aver costruito la "Cadmea", la rocca della città di Tebe di cui in seguito divenne re, ed aver sposato Armonia, Cadmo divenne padre di un figlio (Polidoro) e di quattro figlie (Agave, Autonoe, Ino e Semèle). Da Agave nacque Penteo; Semele, invece, amata da Zeus, divenne madre del dio Dioniso.
Primo movimento
A Tebe la popolazione attende l'arrivo di Penteo, che suo nonno Cadmo ha nominato suo successore al trono di Tebe. Un grido lontano annuncia l'apparizione del dio Dioniso sul monte Citerone, e la folla si precipita sul monte per rendergli omaggio. Tiresia, il vecchio indovino cieco, è affascinato dal nuovo culto e consiglia a Cadmo di non disprezzare il giovane dio, che presto acquisterà maggior potere. Agave, invece, dubita della divinità del nipote Dioniso. Beroe, nutrice sia di Penteo che di Dioniso, non esprime nessuna opinione. Cadmo è indeciso, ma non vuole avere problemi con gli dei. Compare il capitano della guardia reale che legge un proclama del nuovo sovrano Penteo: vi si dichiara che Dioniso è un furfante, e che se ne vieta il culto, pena l'esilio per i seguaci. Per rafforzare il divieto, Penteo spegne personalmente la fiamma che arde sull'ara nel sepolcro di Semele. Agave è colpita dalla determinazione di suo figlio. Si ode una voce che attira gli ascoltatori verso il Citerone. Il popolo non riesce a resistere, e anche Agave e sua sorella Autonoe si uniscono alla folla, come incantate.
Secondo movimento
Cadmo ammonisce ancora una volta suo nipote Penteo a non offendere gli dei: lui ha onorato tutti gli dei durante il suo regno e crede nella divinità di Dioniso. Penteo non ha però una buona opinione del nuovo culto; come spiega alla nutrice Beroe, per lui contano solo la verità e il Bene e ha giurato di rinunciare al vino, alla carne e alle donne; Dioniso, invece, è un "empio" e un "nemico della luce". Penteo ordina perciò al capitano di arrestare tutti i fedeli di Dioniso e di condurli alla sua presenza. Il capitano porta al re un gruppo di seguaci del culto di Dioniso, tra cui Agave, Autonoe, Tiresia e una giovane schiava con la figlia. Penteo nota fra costoro un giovane che, a differenza degli altri, non sembra in trance. Penteo ordina quindi al capitano di interrogare i fermati, ricorrendo eventualmente anche alla tortura, per scoprire dove si trova il loro capo. L'inchiesta del capitano è però infruttuosa. Penteo non intende arrendersi: fa imprigionare perfino sua madre e sua zia e bandisce Tiresia. Quindi rivolge la propria attenzione al giovane sconosciuto che, come Beroe cerca di invano di suggerirgli, è lo stesso Dioniso; costui dichiara di chiamarsi Acoete, di esser figlio di un mercante della Lidia, di aver incontrato Dioniso a Chio sotto forma di un bellissimo fanciullo e di averlo poi accompagnato, su sua richiesta, a Nasso dove si manifestò come Dioniso, e che comunque attualmente Dioniso è presente proprio fra di loro. Penteo fa portare via anche il giovane straniero perché sia torturato per estorcergli altre notizie.
Terzo movimento
Si verifica un terremoto che permette ai prigionieri di fuggire e rifugiarsi sul Citerone. Si riaccende improvvisamente la fiamma sulla tomba di Semele. Il giovane sconosciuto chiede a Beroe di recare lo specchio di Semele e, attraverso questo, mostra a Penteo cosa sta succedendo sul Citerone.
Inizia l'Intermezzo. Appare un giardino con statue mitologiche incorniciate da archi di boccascena e palchi laterali di un teatro barocco. Agave, Autonoe, Tiresia e il capitano delle guardie si sono travestiti per il dramma pastorale "Il giudizio di Calliope". Agave interpreta la dea Venere, Autonoe interpreta la sua rivale Proserpina, il capitano interpreta il giovane Adone amato da entrambe le dee, Tiresia interpreta Calliope, arbitro della contesa fra le due dee per il possesso di Adone. Tiresia chiede alle due donne di esporre le loro ragioni. Venere racconta la vicenda di Cinira e Mirra e di aver quindi determinato la nascita di Adone, frutto di un rapporto incestuoso. Proserpina racconta di aver rapito Adone, per salvarlo da Venere, e di averlo portato negli inferi, dove gli ha insegnato l'arte dell'amore. Calliope stabilisce che entrambe le dee hanno gli stessi diritti su Adone, ma anche che Adone possa dedicare del tempo a se stesso; perciò Adone dovrà risiedere un terzo dell'anno (sotto la costellazione del Capricorno) con Venere, un altro terzo (sotto la costellazione del Serpente) con Proserpina e nell'ultimo terzo dell'anno (sotto la costellazione del Leone) sarà libero di stare con chi vuole. Venere ammalia Adone per tenerlo con sé tutto l'anno, ma Marte, il suo geloso consorte, fa uccidere Adone per mezzo di un cinghiale. L'intermezzo si conclude con un canto funebre intonato da tutti i personaggi in scena.
Penteo è perplesso per ciò che ha visto, ma non è sicuro di potersi fidare dello specchio e decide di recarsi lui stesso sul monte Citerone allo scopo di conoscere la verità. Lo sconosciuto gli consiglia di travestirsi da donna per non correre rischi. Beroe sospetta che Dioniso voglia tendere una trappola a Penteo e ricordando al giovane dio di essere stata la nutrice di entrambi, gli chiede di risparmiare il cugino. Dioniso non vuole ascoltare preghiere; accusa anzi Beroe di non aver protetto a sufficienza sua madre Semele. Mentre a Tebe Beroe si duole già della sua perdita, Penteo, che si è recato travestito sul Citerone, osserva il comportamento dei suoi sudditi. Le bassaridi in trance cantano lodi a Dioniso. Si ode una voce che le avverte della presenza in mezzo a loro di un intruso. Penteo viene riconosciuto, la folla si precipita contro di lui, e sua madre Agave, che lo ha scambiato per un leone, lo uccide e gli taglia la testa per esporla poi come trofeo.
Quarto movimento
Ancora in trance, Agave porta la presunta testa di leone a Tebe e la mostra a Cadmo. Beroe le chiede di indicarle il luogo in cui si trovava il re. Per risvegliare la figlia dal suo stato, Cadmo ricorda ad Agave la storia sua e della sua famiglia, spingendola a guardare con maggior attenzione il suo trofeo. Solo allora Agave si rende conto di aver ucciso il proprio figlio. Nel frattempo, le guardie regie hanno trovato sul Citerone il cadavere decapitato di Penteo e lo stanno riportando in città. In preda alla disperazione, Agave dichiara di voler morire. Gli altri seguaci, però, non si sentono in colpa per quanto è accaduto. Agave rivolge le ultime parole al figlio morto, dichiarando che le azioni di entrambi erano volontà degli dei. Dioniso svela a tutti la sua identità (Deus ex machina): bandisce da Tebe la famiglia reale e ordina al capitano di mettere a fuoco il palazzo reale. Chiede poi a Proserpina di lasciar uscire Semele dagli inferi, per ordine di suo padre Zeus; e Semele ascende al cielo. Davanti alla tomba di Semele rimangono due statue, davanti alle quali il popolo si inchina in segno di adorazione.

## Storia delle rappresentazioni
Sebbene il libretto originale delle Bassaridi sia in lingua inglese, la messa in scena dell'opera di Henze è stata effettuata dapprima con esecuzioni nelle quali il testo era stato tradotto in lingua tedesca e in lingua italiana. 
La prima assoluta dell'opera fu nel Großes Festspielhaus di Salisburgo il 6 agosto 1966 diretta da Christoph von Dohnányi, su libretto nella traduzione in tedesco di Maire Basse-Sporleder (Die Bassariden). Nel marzo 1968 The Bassarids fu rappresentata al Teatro la Scala di Milano, diretta da Nino Sanzogno in una versione ritmica del libretto in lingua italiana effettuata da Fedele D'Amico. La prima rappresentazione con il testo originale in inglese (The Bassarids) fu all'Opera di Santa Fe il 7 agosto 1968, con la supervisione artistica del direttore Bodo Igesz.  L'opera è stata anche rappresentata a Londra il 22 settembre 1968 e successivamente all'English National Opera nell'ottobre 1974 con il compositore Henze alla direzione.
Un allestimento firmato da Mario Martone ha inaugurato la stagione 2015-2016 del Teatro dell’Opera di Roma con la direzione di Stefan Soltesz, e ha conseguito il premio Abbiati della critica musicale italiana come miglior spettacolo della stagione 2015.

## Struttura musicale
Una caratteristica degna di nota dell'opera è la costruzione sinfonica classica di un atto unico composto in quattro "movimenti":
- Movimento I = forma sonata
- Movimento II = scherzo e trio
- Movimento III = adagio e fuga
- Movimento IV = passacaglia

Henze ha notato che cita la Passione di San Matteo di Johann Sebastian Bach e la Suite inglese n. 6 in re minore. Auden e Kallman hanno scritto delle modifiche apportate all'originale di Euripide ai fini di quest'opera.

## Ruoli
| Ruolo                                                     | Tipo di voce | Cast della prima, 6 agosto 1966 (Direttore: Christoph von Dohnányi) |
| --------------------------------------------------------- | ------------ | ------------------------------------------------------------------- |
| Dioniso, voce e sconosciuto                               | Tenore       | Loren Driscoll                                                      |
| Tiresia, un vecchio profeta cieco                         | Tenore       | Helmuth Melchert                                                    |
| Cadmo, fondatore ed ex-re di Tebe                         | Basso        | Peter Lagger                                                        |
| Agave, madre di Penteo                                    | Mezzosoprano | Kerstin Meyer                                                       |
| Beroe, una vecchia schiava, nutrice di Semele e di Penteo | Contralto    | Vera Little                                                         |
| Il capitano della Guardia Reale                           | Baritono     | William Dooley                                                      |
| Penteo, re di Tebe                                        | Baritono     | Kostas Paskalis                                                     |
| Autonoe, figlia di Cadmo                                  | Soprano      | Ingeborg Hallstein                                                  |
| Una schiava in casa di Agave                              | Silenzioso   |                                                                     |
| La figlia                                                 | Silenzioso   |                                                                     |
| Coro delle Bassaridi, cittadini di Tebe, guardie, servi   |              |                                                                     |

## Strumentazione
- Legni: 4 flauti (2 ottavini e 1 Flauto contralto), 2 oboi, 2 corni inglesi, 4 clarinetti (1 clarinetto piccolo e 2 sassofoni contralti), 1 clarinetto basso (1 sassofono contralto e 1 sassofono tenore), 4 fagotti (1 controfagotto)
- Ottoni: 6 corni, 4 trombe (1 tromba bassa), 3 tromboni, 2 tube
- Percussioni: timpani, campanaccio, triangolo, piatti, tam-tam, rullante, tamburo militare, tom-tom, bongo, gran cassa, maracas, cassa in metallo, glockenspiel, xilofono, vibrafono, marimba, campane tubolari, wood-block, cimbalini a dita
- 3 chitarre, 2 mandolini, 2 arpe, 2 pianoforti, celesta, archi

## Registrazioni
- Gerd Albrecht, direttore d'orchestra; Kenneth Riegel, Andreas Schmidt, Michael Burt, Karan Armstrong, Ortrun Wenkel, William B. Murray, Celina Lindsey; Berlino Radio Symphony Orchestra; 1986 Koch Schwann Internazionale (314-006)[10]
- Christoph von Dohnányi, direttore d'orchestra; Loren Driscoll, Kostas Paskalis, Peter Lagger, Helmut Melchert, William Dooley, Kerstin Meyer, Ingeborg Hallstein, Vera Little; Coro del Teatro dell'Opera di Stato di Vienna; Filarmonica di Vienna; 2003 ORFEO International (C 605,032 I)